# Chiesa di San Luca Evangelista (Roma)

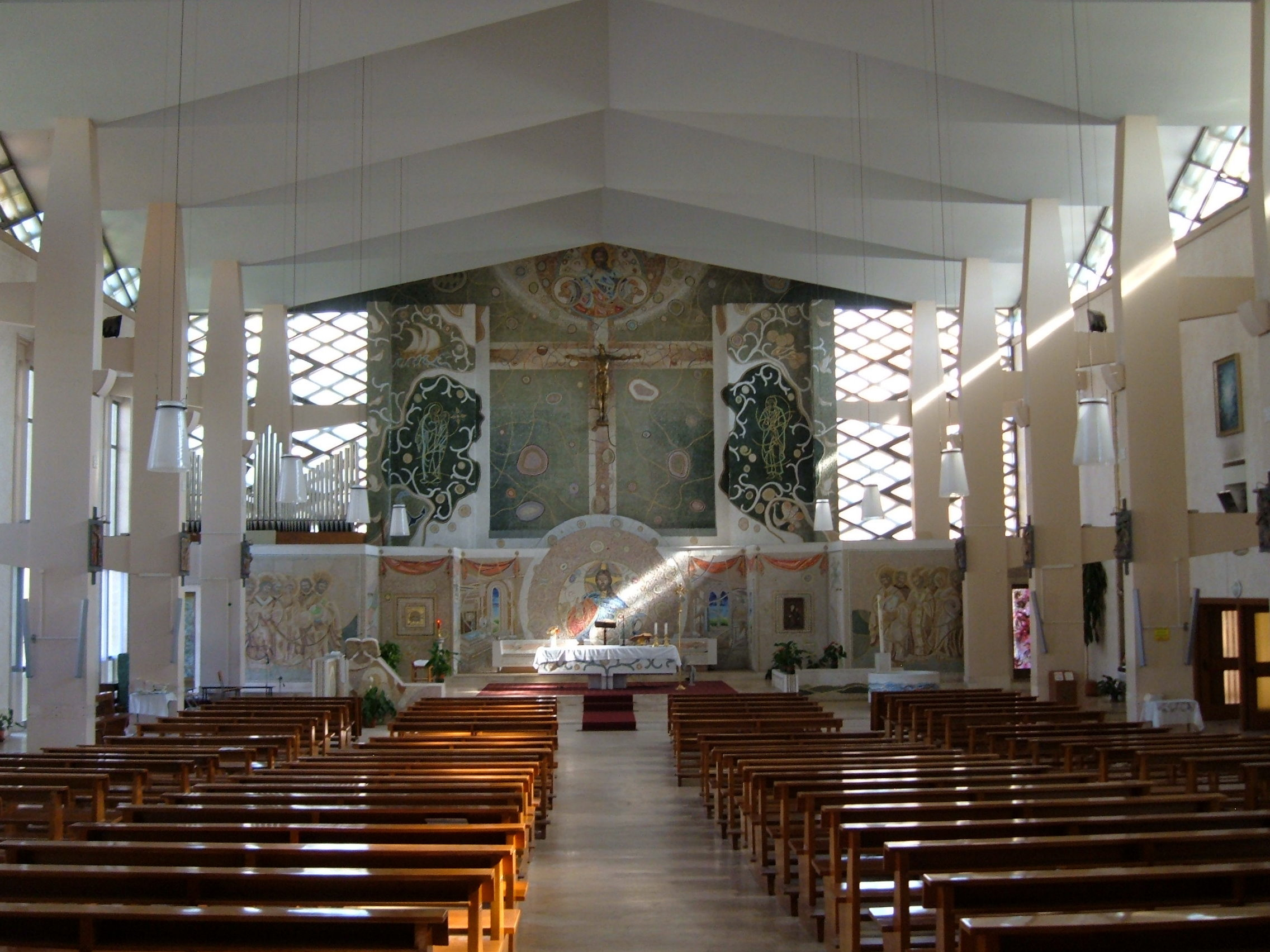
L'interno della chiesa

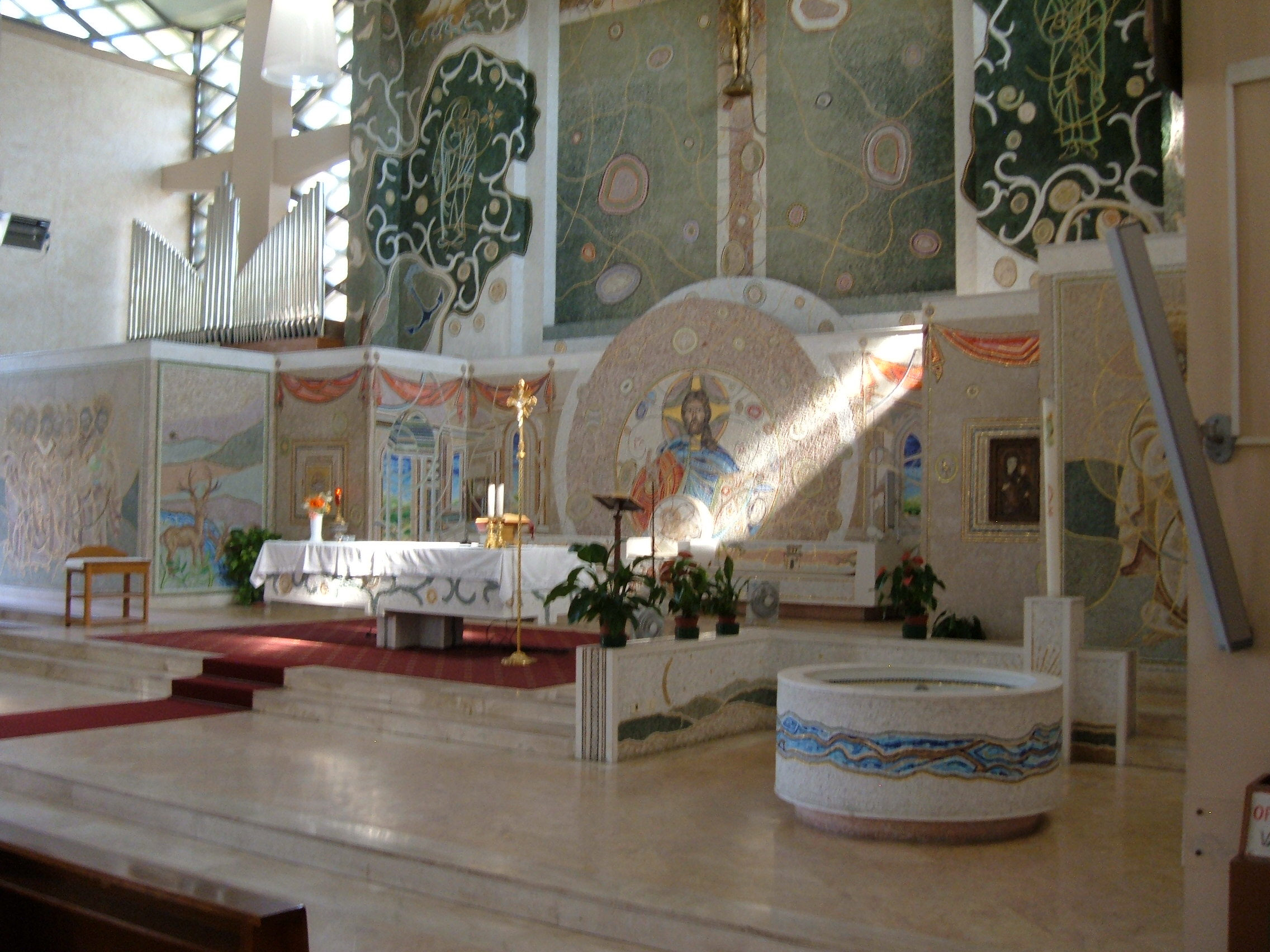
Il presbiterio

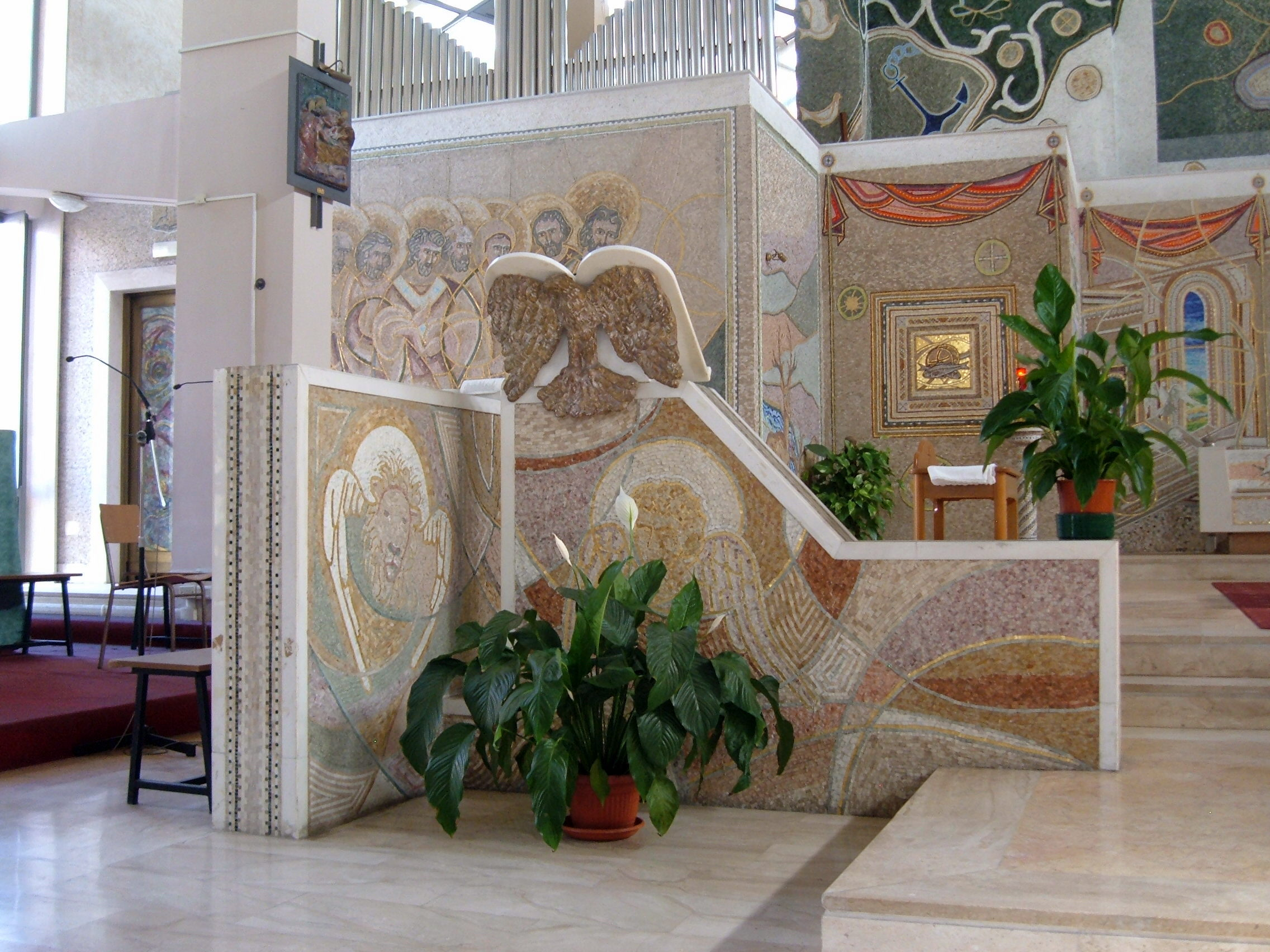
L'ambone

La chiesa di San Luca evangelista è una chiesa di Roma, nel quartiere Prenestino-Labicano, in largo San Luca Evangelista (via Roberto Malatesta).

## Storia
È stata costruita tra il 1955 ed il 1958 su progetto degli architetti Lucio e Vincenzo Passarelli, ed inaugurata solennemente da monsignor Luigi Traglia il 20 giugno 1957.
La chiesa è sede parrocchiale, eretta il 2 gennaio 1956 con il decreto del cardinale vicario Clemente Micara Neminem sane latet. È anche sede del titolo cardinalizio di “San Luca a Via Prenestina”, istituito da papa Paolo VI il 29 aprile 1969.
La chiesa è stata visitata da Giovanni Paolo II il 4 novembre 1979.
A partire dal 1996 ha subito dei grandi lavori di ristrutturazione che ne hanno alterato molto l'aspetto. Infatti, originariamente il corpo del sacro edificio non era suddiviso, come appare oggi, da un solaio orizzontale per ricavare un salone inferiore, alterando completamente i rapporti spaziali.

## Descrizione
(G. Carpaneto, op. cit., p. 229)
La facciata è suddivisa in tre parti: la parte centrale è a mattoni rossi, in cui spicca un protiro moderno, con un altorilievo realizzato in argilla smaltata e cemento, opera di Angelo Biancini, ove sono rappresentati episodi e figure bibliche e storiche tra le quali, sulla destra, san Luca; e due parti laterali, speculari tra loro, composte da una grande vetrata a tutta altezza. La chiesa è affiancata da un'alta struttura campanaria. Il basso portale d'ingresso introduce in un atrio da cui si accede direttamente alla cripta, e, tramite una rampa di scale, alla chiesa sovrastante. Cripta e chiesa hanno il piano leggermente in discesa verso i rispettivi altari.
L'interno della chiesa è a pianta rettangolare, a tre navate, suddivise da pilastri in cemento, collocati molto vicino alle pareti, così da ridurre ai minimi termini le due navatelle laterali e dare ampio spazio alla navata centrale. I pilastri sorreggono le travi di cemento del soffitto, le cui strutture ondulate creano un plastico effetto di movimento e di chiaroscuri.
Il presbiterio e la parete di fondo sono interamente ricoperti di mosaici. Nella parete di fondo, sono raffigurati, in alto lo Spirito Santo e Dio Padre; al centro una grande croce da cui emerge un Cristo bronzeo; e ai suoi lati le figure di Maria e di Giovanni. Alle spalle della sede, vi è un mosaico con un Cristo pantocratore benedicente, affiancato da rappresentazioni di architetture e di paesaggi di stile leonardesco. Ai lati di questi, sono posti, alla destra una icona raffigurante la Vergine col bambino; alla sinistra il tabernacolo, nella cui porta, anch'essa in mosaico, sono raffigurati i simboli dei pani e dei pesci.
A destra dell'altare maggiore è posto il fonte battesimale, composto da una vasca circolare percorsa da un mosaico con motivi acquatici; alla sinistra, è l'ambone con la raffigurazione, in mosaico, dei simboli dei quattro evangelisti. Alle spalle del fonte battesimale e dell'ambone, in due mosaici distinti sono raffigurati gli apostoli.
Alle pareti laterali, sono appesi quadri con figure di santi; nella navata di destra è posta una grande statua lignea di san Luca, mentre in quella di sinistra statue devozionali. Sui pilastri delle navate si possono notare i pannelli della Via Crucis in ceramica smaltata, e nella navata di destra un trittico, anch'esso in ceramica, raffigurante l’Annunciazione; entrambe le opere sono di Angelo Biancini.

## Curiosità
Dal 2022 in questo luogo si trova Don Fabrizio Gatta (noto ex volto televisivo di vari programmi in Rai).